# Kubuś i przyjaciele (polska ścieżka dźwiękowa)
Kubuś i Przyjaciele – album z muzyką z kinowego filmu dla dzieci o tym samym tytule, wydany w lipcu 2011 r. w polskiej wersji językowej. Otwierający album utwór „Witaj w moim świecie” napisała Edyta Bartosiewicz. Po raz pierwszy w historii wytwórni Walt Disney powstała piosenka z oryginalnymi muzyką i tekstem polskiego artysty. Ponadto utwór Edyty Bartosiewicz został przerobiony na różne wykonania w rejonie środkowo-wschodniej Europy.

## Lista utworów
1. Witaj w moim świecie (Edyta Bartosiewicz), muz. i słowa – Edyta Bartosiewicz
2. Kubuś (Winnie the Pooh) (Anna Frankowska), muz. i słowa – Richard M. Scherman i Robert B. Scherman, tekst polski: Michał Wojnarowski
3. Brzuszkowa piosenka (The Tummy Song) (Maciej Kujawski), muz. i słowa – Kristen Anderson-Lopez i Robert Lopez, tekst polski: Michał Wojnarowski
4. To bardzo ważne coś (A Very Important Thing to Do) (Anna Frankowska), muz. i słowa – Kristen Anderson-Lopez i Robert Lopez, tekst polski: Michał Wojnarowski
5. Bendezar (The Backson Song) (Włodzimierz Bednarski, Maciej Kujawski, Grzegorz Pawlak, Joanna Jeżewska, Bernard Lewandowski, Tomasz Steciuk, Jan Prochyra, Ryszard Nawrocki), muz. i słowa – Kristen Anderson-Lopez i Robert Lopez, tekst polski: Michał Wojnarowski
6. Zróbmy to tak (It's Gonna Be Great) (Grzegorz Pawlak i Jan Prochyra), muz. i słowa – Kristen Anderson-Lopez i Robert Lopez, tekst polski: Michał Wojnarowski
7. Miodek (Everything Is Honey) (Maciej Kujawski), muz. i słowa – Kristen Anderson-Lopez i Robert Lopez, tekst polski: Michał Wojnarowski
8. Miodek na koniec (Pooh's Finale) (Anna Frankowska, Edyta Krzemień, Kaja Mianowana, Marcin Mroziński, Łukasz Talik, Daniel Wojsa), muz. i słowa – Kristen Anderson-Lopez i Robert Lopez, tekst polski: Michał Wojnarowski
9. So Long (Zooey Deschanel & M. Ward), muz. i słowa – Zooey Deschanel
10. Piosenki Zdobywców (Winner Song) (Jeremi Czyż, Włodzimierz Bednarski, Maciej Kujawski, Joanna Jeżewska, Bernard Lewandowski, Tomasz Steciuk, Jan Prochyra, Ryszard Nawrocki), muz. i słowa – Kristen Anderson-Lopez i Robert Lopez, tekst polski: Michał Wojnarowski
11. Z entuzjazmem w nowy dzień (Pooh Greets the Day) (muzyka instrumentalna), komp. Henry Jackman
12. I znów mnie fiknął (Get You Tiggerized!) (muzyka instrumentalna), komp. Henry Jackman
13. W lesie słów/Dopaść Bendezara (Woods and Words/Backson Tracks) (muzyka instrumentalna), komp. Henry Jackman
14. Kłapouchy musi mieć ogon (Eeyore Needs His Tail) (muzyka instrumentalna), komp. Henry Jackman
15. Piknik i pszczoły (Picnic and Beehive Chase) (muzyka instrumentalna), komp. Henry Jackman
16. Na tropie (Hundred Acre Spy Game) (muzyka instrumentalna), komp. Henry Jackman
17. W dole/Ucieczka (Stuck in the Pit/Balloon Chase) (muzyka instrumentalna), komp. Henry Jackman
18. Słodkie zakończenie (A Honey Happy Ending) (muzyka instrumentalna), komp. Henry Jackman
19. Kubusiowa suita (Winnie the Pooh Suite) (muzyka instrumentalna), komp. Henry Jackman